# ハンス・シュミット (プロレスラー)
ハンス・シュミット（Hans Schmidt、本名：Guy Larose、1925年2月7日  - 2012年5月26日）は、カナダ・ケベック州出身のプロレスラー。
実際の出自はフランス系カナダ人だが、ナチス・ドイツをギミックに取り入れたヒールとなって、1950年代から1960年代にかけてを全盛期にカナダやアメリカで活躍した。日本では「地獄の料理人」の異名を持つ。

## 来歴
少年時代から培っていたレスリングのバックグラウンドをもとに、第二次世界大戦後に地元のケベックにてデビュー。当初は本名で活動していたが、その風貌がドイツ人を思わせることから、ボストン地区のプロモーターだったポール・ボウザーの勧めで1950年代初頭にハンス・シュミットと改名、ナチス・ドイツをギミックとした冷酷なヒールに変身する。
以後、ルー・テーズ、ホイッパー・ビリー・ワトソン、パット・オコーナー、アントニオ・ロッカ、バーン・ガニアなどのスター選手を相手に狂乱ファイトを繰り広げて観客の憎悪を煽り、試合後は暴動寸前になることもしばしばだったという。1952年から1956年にかけてはテーズのNWA世界ヘビー級王座に再三挑戦。1956年10月19日にはシカゴにてウイルバー・スナイダーからUSヘビー級王座を奪取。タッグでは、同じくナチス・ギミックのハンス・ハーマンやフリッツ・フォン・エリックと組んで活躍した。
1960年代は地元ケベックのモントリオール地区にてエドワード・カーペンティアとインターナショナル・ヘビー級王座を巡る抗争を展開。WWWFの前身団体であるニューヨークのキャピトル・レスリング・コーポレーションにも再三登場して、ロッカ、ブルーノ・サンマルチノ、ボボ・ブラジル、スウィート・ダディ・シキ、アート・トーマス、アーノルド・スコーラン、そして当時のNWA世界ヘビー級王者バディ・ロジャースらと対戦。1962年7月にはワシントンDCおよびノーウォークにて、当時アメリカ武者修行中だったジャイアント馬場とのシングルマッチも実現している。1965年にはテキサスのアマリロ地区にてドリー・ファンク・シニアやドリー・ファンク・ジュニアと抗争、ザ・シークとも対戦した。
1967年2月、日本プロレスの『MSGシリーズ』に初来日。すでに全盛期を過ぎていたものの、3月6日に広島県立体育館にてバディ・オースチンと組み、馬場&吉村道明が保持していたインターナショナル・タッグ王座に挑戦した。翌1968年1月にはグレート東郷のブッキングにより、TBSの体制下となっていた国際プロレスの『オープニング・ワールド・シリーズ』に参戦。外国人エース格のルー・テーズや、ナチス・ギミックの後継者であるワルドー・フォン・エリックともタッグを組み、豊登、グレート草津、サンダー杉山、小林省三らと対戦した。
1970年代はセントルイス、デトロイト、トロントなど各地を転戦し、1973年2月7日にはフロリダにてペドロ・モラレスのWWWFヘビー級王座に挑戦している。キャリア最晩年の1975年7月には新日本プロレスの『サマー・ファイト・シリーズ』に来日、アントニオ猪木とのシングルマッチも行われた。同シリーズにはブルート・バーナードも参戦しており、シリーズ最終戦の7月30日に大阪府立体育館にて、両者はタッグを組んで猪木&坂口征二の北米タッグ王座に挑戦している。当時の2人合わせての年齢は100歳を超えていたものの、往時と変わらぬ闘志を見せた。同年または1976年に引退し、モントリオール地区の団体運営に携わった。
日本における逸話では「NWA世界王者のルー・テーズやバディ・ロジャースもシュミットを恐れて彼の挑戦を逃げ回った」「1962年10月にキラー・コワルスキーとタッグを組んだ際、フォールを取られたコワルスキーに憤慨して制裁を加えた」、などと紹介されている。
2012年5月26日、87歳で死去。

## 得意技
- シュミット式バックブリーカー（開発者とされており、日本ではこの呼称が定着した[2]）
- パイルドライバー
- スインギング・ネックブリーカー

## 獲得タイトル
モントリオール・アスレティック・コミッション
- インターナショナル・ヘビー級王座（モントリオール版）：5回[15]

NWAシカゴ
- NWA USヘビー級王座（シカゴ版）：2回[4]

NWAロサンゼルス
- NWA世界タッグ王座（ロサンゼルス版）：1回（w / ハンス・ハーマン） [16]

ジョージア・チャンピオンシップ・レスリング
- NWA南部タッグ王座（ジョージア版）：1回（w / エル・モンゴル）[17]